# Jimmy Garoppolo
Jimmy Richard Garoppolo, soprannominato Jimmy G (Arlington Heights, 2 novembre 1991), è un giocatore di football americano statunitense che milita nel ruolo di quarterback nei Los Angeles Rams della National Football League (NFL). Fu scelto nel corso del secondo giro (62º assoluto) del Draft NFL 2014 dai New England Patriots. Al college ha giocato per la Eastern Illinois University.

## Carriera universitaria
Garoppolo iniziò a giocare a football presso la Rolling Meadows High School, nella quale fu schierato nel ruolo di quarterback solo a partire dal suo anno da sophomore (precedentemente era stato running back e linebacker). Alla fine del suo anno da junior fu contattato da formazioni della Big Ten Conference come i Michigan State Spartans, gli Iowa Hawkeyes e i Northwestern Wildcats, che smisero però di seguirlo all'inizio del suo anno da junior. Al quarterback rimasero così interessate solo tre squadre della meno prestigiosa Football Championship Subdivision, ovvero Illinois State, Montana State ed Eastern Illinois, e proprio un ex quarterback della Eastern Illinois University, Jeff Christensen, notandolo contattò lo scout dei quarterback del suo ex ateneo, Roy Wittke, dicendogli "Roy, se vedessi questo ragazzo lanciare, sembra Tony Romo".
Nel primo anno da freshman, Garoppolo prese parte alle ultime 8 gare come quarterback titolare, lanciando per 1.639 yard, 14 touchdown e 13 intercetti e guadagnandosi l'inserimento nell'OVC All-Newcomer Team, la formazione ideale dei debuttanti della Ohio Valley Conference (OVC). L'anno seguente prese parte a tutte ed 11 le gare come quarterback titolare, lanciando per 2.644 yard, 20 touchdown e 14 intercetti e chiudendo al secondo posto nella OVC in yard passate a partita (240,4) e yard totali a partita (234,8), ed al 33º posto in total offense ed al 36º in efficienza sui passaggi a livello generale di NCAA (incluse quindi anche le principali conference). Nel 2013 Garoppolo batté proprio i record stabiliti da Romo in passaggi da touchdown lanciati in carriera (118), yard lanciate in una singola stagione (5050) e passaggi touchdown lanciati in una singola stagione (53). Egli chiuse la sua carriera universitaria con 13.156 yard, 118 touchdown e 51 intercetti lanciati in 4 anni di permanenza a Eastern Illinois.
Premi e riconoscimenti
- OVC Championship: (2012, 2013)
- Walter Payton Award - Offensive MVP della FCS Division I (2013)
- CFPA Quarterback dell'Anno della FCS (2013)
- FCS First-team All-American (2013)
- Giocatore offensivo dell'Anno della OVC (2013)
- First-team All-OVC (2013)
- Second-team All-OVC (2012)

Statistiche al college
| Stagione | Stagione         | Stagione   | Stagione   | Stagione |       | Passaggi | Passaggi | Passaggi | Passaggi | Passaggi | Passaggi | Passaggi |
| Anno     | Squadra          | Campionato | Conference | P        | Comp  | Ten      | Yard     | Media    | TD       | Int      | RAT      |          |
| -------- | ---------------- | ---------- | ---------- | -------- | ----- | -------- | -------- | -------- | -------- | -------- | -------- | -------- |
| 2010     | Eastern Illinois | FCS Div. I | OVC        | 8        | 124   | 211      | 1.639    | 7,8      | 14       | 13       | 133,6    |          |
| 2011     | Eastern Illinois | FCS Div. I | OVC        | 11       | 217   | 349      | 2.644    | 7,6      | 20       | 14       | 136,7    |          |
| 2012     | Eastern Illinois | FCS Div. I | OVC        | 12       | 331   | 540      | 3.823    | 7,1      | 31       | 15       | 134,2    |          |
| 2013     | Eastern Illinois | FCS Div. I | OVC        | 13       | 337   | 518      | 4.729    | 8,9      | 51       | 9        | 168,3    |          |
| Totale   | Totale           | Totale     | Totale     | 44       | 1.009 | 1.618    | 12.835   | 7,9      | 116      | 51       | 146,3    |          |

Fonte: Eastern Illinois Panthers

## Carriera professionistica

### New England Patriots

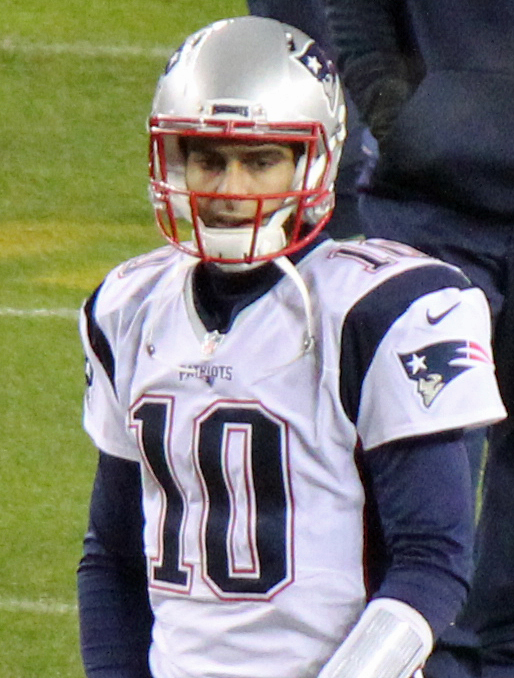
Garoppolo con i Patriots nel 2015

Durante il corso del 2013 Garoppolo era considerato tra le migliori promesse disponibili nel Draft NFL 2014 nel ruolo di quarterback, e si pronosticava che sarebbe stato scelto tra 2º e 3º giro. Il 9 maggio fu selezionato come 62º assoluto dai New England Patriots, il quarterback scelto più in alto dalla franchigia dai tempi di Drew Bledsoe nel 1993. 

#### Stagione 2014
Garoppolo debuttò come professionista nel Monday Night Football della settimana 4 contro i Kansas City Chiefs quando, a risultato ormai compromesso, rilevò Tom Brady completando 6 passaggi su 7 tentativi per 70 yard e passando il primo touchdown in carriera a Rob Gronkowski. Nell'ultima gara della stagione, con New England già certa del miglior record della AFC, giocò tutto il secondo tempo, completando 10 passaggi su 17 per 90 yard nella sconfitta coi Buffalo Bills. Concluse la sua stagione da rookie con sei presenze, 19 passaggi completati su 27 tentati, un touchdown e un passer rating di 101,2.

#### Stagione 2015
Nella stagione 2015 Garoppolo scese in campo solo in cinque gare per pochi snap, completando un passaggio su quattro tentati per un rating di 39,6.

#### Stagione 2016
Con Brady squalificato per le prime quattro partite della stagione 2016 nell'ambito dello scandalo noto come Deflategate, Garoppolo fu nominato quarterback titolare al suo posto. Vinse la prima partita giocata, contro i quotati Arizona Cardinals, lanciando 264 yard e un touchdown, senza subire intercetti. Sette giorni dopo passò 234 yard e 3 touchdown contro i Miami Dolphins prima di essere costretto a lasciare il campo per un infortunio alla spalla nel secondo quarto. Le successive due gare furono così disputate dal rookie Jacoby Brissett, prima del ritorno di Brady nella settimana 5. Il 5 febbraio 2017, Garoppolo vinse come riserva il suo secondo Super Bowl, il LI, disputato dai Patriots contro gli Atlanta Falcons e vinto ai tempi supplementari (prima volta nella storia del Super Bowl) con il punteggio di 34-28.

### San Francisco 49ers

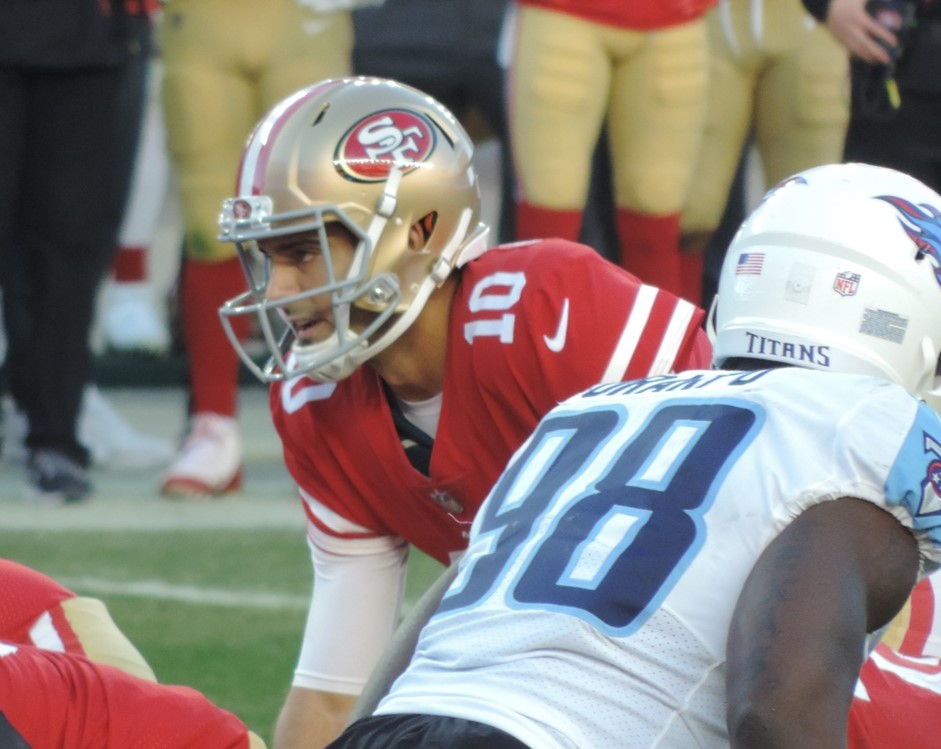
Garoppolo nel dicembre 2017

Il 30 ottobre 2017, i Patriots scambiarono Garoppolo con i San Francisco 49ers per una scelta del secondo giro del Draft NFL 2018.

#### Stagione 2017
Debuttò con la nuova maglia il 26 novembre subentrando all'infortunato C.J. Beathard a risultato ormai compromesso contro i Seattle Seahawks, passando subito un touchdown al secondo passaggio tentato. A partire dalla gara successiva fu nominato titolare portando subito la squadra alla vittoria sui Chicago Bears per 15-14, passò 293 yard e subì il primo intercetto in carriera. Nel quindicesimo turno contro i Tennessee Titans portò la squadra alla terza vittoria consecutiva passando 381 yard e un touchdown, venendo premiato come quarterback della settimana. Sette giorni dopo batté il record NFL dell'Hall of Famer Kurt Warner per yard passate nelle prime quattro partite con una squadra, giungendo a quota 1.250. Chiuse la stagione con 5 vittorie consecutive che lo portarono a un record di 7–0 come titolare (incluse due partite con New England), rendendolo il primo quarterback a riuscirvi da Ben Roethlisberger nel 2004.

#### Stagione 2018

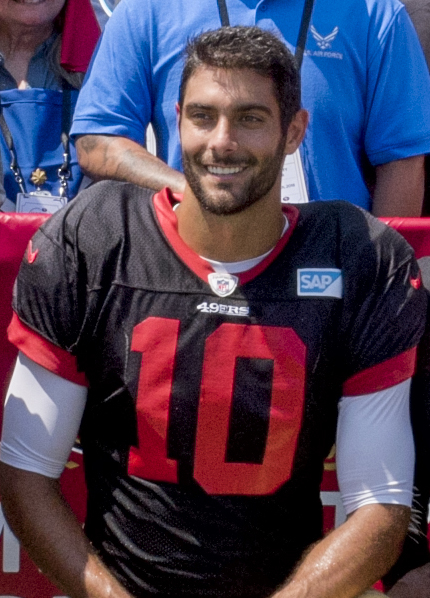
Garoppolo nel 2018

La prima sconfitta di Garoppolo giunse nel primo turno della stagione 2018 contro i Minnesota Vikings dove passò un touchdown ma subì tre intercetti. Nella settimana 3 contro i Kansas City Chiefs subì un grave infortunio rompendosi il legamento crociato anteriore e chiudendo la sua annata.

#### Stagione 2019

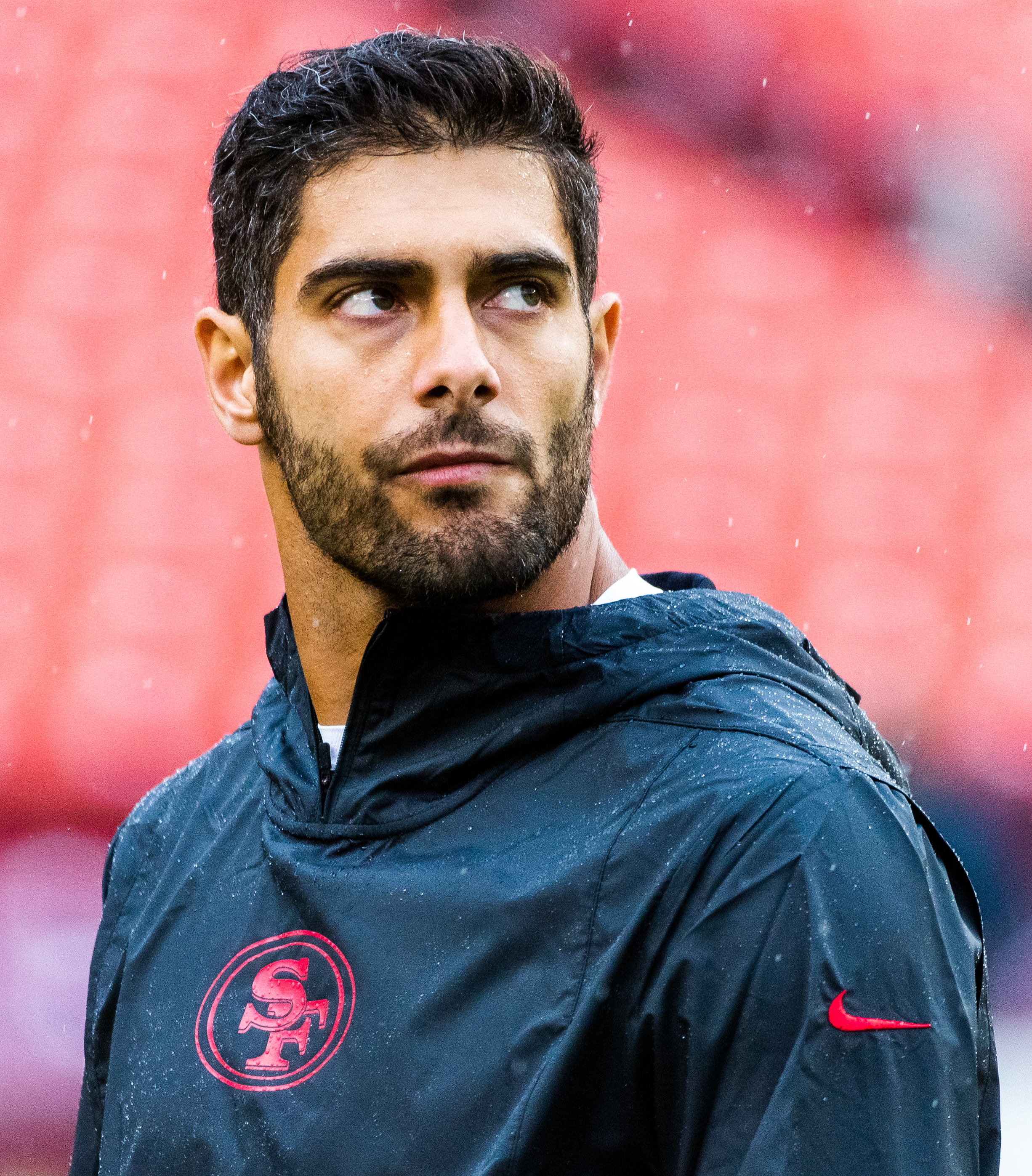
Garoppolo nel 2019

Nel 2019 i 49ers vinsero tutte le prime otto partite prima di una sconfitta casalinga con i Seattle Seahawks nel Monday Night Football del decimo turno. Si ripresero la settimana successiva rimontando uno svantaggio di 16-0 contro gli Arizona Cardinals con 4 touchdown passati da Garoppolo nel 36-26 finale. Nel quattordicesimo turno Garoppolo passò 349 yard e quattro touchdown nella fondamentale vittoria dei 49ers in casa dei New Orleans Saints, venendo premiato come giocatore offensivo della NFC della settimana. La sua stagione regolare si chiuse con 3.978 yard passate, 27 touchdown (quinto nella NFL) e 13 intercetti subiti, giocando per la prima volta tutte le 16 partite come titolare. San Francisco terminò con un record di 13-3, il migliore della NFC, guadagnando il vantaggio del fattore campo per tutti i playoff. Nel divisional round i 49ers batterono i Minnesota Vikings con Garoppolo che passò 131 yard, un touchdown e subì un intercetto. Nella finale della NFC i 49ers impostarono la gara sulle corse di Raheem Mostert così il quarterback terminò con 8 soli passaggi tentati per 77 yard nella vittoria sui Green Bay Packers che portò San Francisco al Super Bowl LIV. Nella finalissima contro i Kansas City Chiefs a Miami, Florida, Garoppolo tentò 31 passaggi completandone 20 per 219 yard, un touchdown e 2 intercetti subiti nella sconfitta per 31-20, malgrado i Niners si fossero trovati in vantaggio di 10 punti a sette minuti dal termine.

#### Stagione 2020
Nella stagione 2020, dopo una sconfitta contro gli Arizona Cardinals all'esordio, Garoppolo si infortunò a una caviglia nel secondo turno contro i New York Jets, venendo costretto a uno stop di due settimane. Tornò in campo nella settimana 5 ma la sua partita contro i Miami Dolphins durò solo un tempo, venendo sostituito dall'allenatore Kyle Shanahan per motivi precauzionali. Si rifece la settimana seguente passando tre touchdown nella vittoria sui Los Angeles Rams.

#### Stagione 2021
Nel 2021 i 49ers scelsero come terzo assoluto il quarterback Trey Lance ma Garoppolo fu confermato titolare per l'inizio della stagione regolare. Nella prima partita i due si alternarono nel ruolo anche se Garoppolo disputò la maggior parte della partita, terminata con 314 yard passate nella vittoria sui Detroit Lions. Complessivamente disputò 15 partite, saltandone due per infortunio, lanciando 3.810 yard, 20 touchdown, 12 intercetti, oltre a 3 marcature su corsa, con i 49ers che terminarono con un record di 10-7.
Nel turno delle wild card dei playoff contro i Dallas Cowboys, Garoppolo passò 172 yard e un intercetto nella vittoria per 23–17. Nel divisional round, Garoppolo passò 131 yard e un intercetto nella vittoria a sorpresa per 13–10 sui favoriti Green Bay Packers. Nella finale della NFC contro i Los Angeles Rams, Garoppolo passò 232 yard e touchdown ma anche un intercetto costoso a Travin Howard negli ultimi due minuti della sconfitta per 20–17.

#### Stagione 2022
All'inizio della stagione 2022 Trey Lance fu nominato quarterback titolare dei 49ers. Garoppolo sembrò sul punto di essere scambiato o svincolato ma quando Lance si fratturò una caviglia all'inizio della gara del secondo turno contro i Seattle Seahawks, entrò in campo e, con 154 yard e un touchdown, portò San Francisco alla prima vittoria stagionale. Dopo avere portato i 49ers in testa alla NFC West, il quarterback si infortunò ad un piede nella gara del tredicesimo turno contro i Dolphins, chiudendo la sua stagione.

### Las Vegas Raiders
Divenuto free agent, il 17 marzo 2023 Garoppolo firmò con i Las Vegas Raiders un contratto triennale del valore di 72,75 milioni di dollari. A fine maggio 2023 si seppe che Garoppolo dopo la firma con i Raiders si era sottoposto ad un intervento chirurgico, definito "di pulizia", al piede infortunato nel dicembre precedente e che per questo avrebbe saltato la prima fase della preparazione, potendo essere pronto a tornare ad allenarsi non prima di luglio. Garoppolo, dato l'infortunio, firmò senza poter superare le visite mediche tant'è che nel suo contratto fu aggiunta un'apposita clausola che dava ai Raiders, nel caso la sua problematica fisica non fosse stata risolta entro l'inizio della stagione, la possibilità di rescindere l'accordo senza dovergli alcun riconoscimento economico. Il 23 luglio 2023, all'avvio del training camp in vista della nuova stagione, Garoppolo superò positivamente i controlli medici risultando quindi guarito dai problemi al piede infortunato.

#### Stagione 2023
Garoppolo esordì con i Raiders il 10 settembre 2023 con una vittoria, nella gara del primo turno contro i Denver Broncos vinta 17-16, in cui fece 20 passaggi completati su 26 per 200 yard passate, un intercetto e due touchdown, entrambi lanciati su Jakobi Meyers. Nella gara del turno successivo, la sconfitta 10-38 contro i Buffalo Bills, Garoppolo completò 16 passaggi su 24 tentati per 185 yard, un touchdown e due intercetti. Nella gara del terzo turno, la sconfitta casalinga 18-23 subita dai Pittsburgh Steelers, Garoppolo lanciò 28 completati su 44 tentativi per 324 yard, due touchdown e tre intercetti, raggiungendo i sei intercetti da inizio stagione, il numero maggiore in quel momento tra i quarterback nella NFL. Nel corso della partita Garoppolo subì anche quattro sack e svariati colpi e al termine della gara, dopo dei controlli negli spogliatoi, fu inserito nel protocollo previsto dalla lega per monitorare un'eventuale commozione cerebrale. A causa di questo infortunio Garoppolo saltò la gara del quarto turno contro i Los Angeles Chargers. Tornò disponibile per la gara del turno successivo, il Monday Night Football contro i Green Bay Packers, in cui guidò i Raiders alla vittoria per 17-13 completando 22 passaggi su 31 per 208 yard, un touchdown e un intercetto. Nella partita successiva, la sfida del sesto turno contro i New England Patriots vinta 21-17, Garoppolo giocò solo nel primo tempo, terminato con 14 completi su 22 lanci per 162 yard, un touchdown ed un intercetto, dovendo poi lasciare la gara per un infortunio alla schiena, che lo costrinse a restar fuori anche dalla partita seguente contro i Chicago Bears. Tornò disponibile per la gara del Monday Night Football dell'ottavo turno, la sconfitta 14-26 contro i Detroit Lions, dove ebbe una prestazione negativa con 10 completi su 21 passaggi tentati per 126 yard, nessun touchdown, un intercetto in end zone, subì sei sack e terminò con un passer rating di 46,9, il terzo più basso in carriera, e risultò primo della lega per numero di intercetti in stagione, con nove, sebbene non avesse giocato per infortunio due partite e mezzo su otto. Tre giorni dopo i Raiders licenziarono l'allenatore Josh McDaniels e il suo sostituto ad interim Antonio Pierce nominò il rookie Aidan O'Connell titolare per il resto della stagione. In questo momento le statistiche di Garoppolo nelle sei partite disputate con i Raiders erano paragonabili a quelle di JaMarcus Russell, considerato una delle peggiori scelte in un draft nella storia della NFL. Garoppolo tornò in campo solo nella gara finale della stagione, la vittoria 27-14 contro i Denver Broncos, quando nel terzo quarto, con O'Connell leggermente infortunato ad un dito, giocò tre snap in cui lanciò un incompleto e subì un sack. Chiusa un'annata iniziata con prospettive molto positive ma presto invece rivelatasi ampiamente negativa, terminata con sei presenze da titolare, 1.205 yard lanciate, sette touchdown, nove intercetti, 65,1% di passaggi completati, un passer rating di 77,7 e con poche certezze sul suo futuro a Las Vegas, Garoppolo si disse comunque  volenteroso nel continuare a giocare e fiducioso negli sviluppi della sua situazione.
Il 16 febbraio 2024 Garoppolo fu sospeso dalla lega per due partite per essere risultato positivo a un test antidoping.
Il 13 marzo 2024 Garoppolo fu svincolato dai Raiders.

### Los Angeles Rams
Il 15 marzo 2024 firmò con i Los Angeles Rams un contratto annuale, del valore base di 4,5 milioni di dollari ma con la possibilità di arrivare a 12 milioni di dollari con gli incentivi, per fungere da riserva di Matthew Stafford. Nell'ultimo turno, con i Rams già certi del titolo di division, fu schierato come titolare, passando 334 yard, 2 touchdown e un intercetto nella sconfitta contro i Seahawks. Fu la sua unica presenza stagionale.
Il 10 marzo 2025 Garoppolo firmò un nuovo contratto di un anno con i Rams.

## Statistiche

### Stagione regolare
| 2014   | NE     | 6  | 0  | 19                      | 27                      | 70,4                    | 182                     | 6,7                     | 37                      | 1                       | 0                       | 101,2                   | 10  | 9   | 0,9  | 9  | 0 | 5   | 36  | 0  | 0  |
| 2015   | NE     | 5  | 0  | 1                       | 4                       | 25,0                    | 6                       | 1,5                     | 6                       | 0                       | 0                       | 39,6                    | 5   | −5  | −1,0 | -1 | 0 | 0   | 0   | 0  | 0  |
| 2016   | NE     | 6  | 2  | 43                      | 63                      | 68,3                    | 502                     | 8,0                     | 37                      | 4                       | 0                       | 113,3                   | 10  | 6   | 0,6  | 10 | 0 | 3   | 15  | 2  | 1  |
| 2017   | NE     | 0  | 0  | Nessuna partita giocata | Nessuna partita giocata | Nessuna partita giocata | Nessuna partita giocata | Nessuna partita giocata | Nessuna partita giocata | Nessuna partita giocata | Nessuna partita giocata | Nessuna partita giocata | -   | -   | -    | -  | - | -   | -   | -  | -  |
| 2017   | SF     | 6  | 5  | 120                     | 178                     | 67,4                    | 1 560                   | 8,8                     | 61                      | 7                       | 5                       | 96,2                    | 15  | 11  | 0,7  | 8  | 1 | 8   | 57  | 1  | 0  |
| 2018   | SF     | 3  | 3  | 53                      | 89                      | 59,6                    | 718                     | 8,1                     | 56                      | 5                       | 3                       | 90,0                    | 8   | 33  | 4,1  | 13 | 0 | 13  | 97  | 4  | 0  |
| 2019   | SF     | 16 | 16 | 329                     | 476                     | 69,1                    | 3 978                   | 8,4                     | 75                      | 27                      | 13                      | 102,0                   | 46  | 62  | 1,3  | 11 | 1 | 36  | 237 | 10 | 5  |
| 2020   | SF     | 6  | 6  | 94                      | 140                     | 67,1                    | 1 096                   | 7,8                     | 76                      | 7                       | 5                       | 92,4                    | 10  | 25  | 2,5  | 9  | 0 | 11  | 77  | 2  | 0  |
| 2021   | SF     | 15 | 15 | 301                     | 441                     | 68,3                    | 3 810                   | 8,6                     | 83                      | 20                      | 12                      | 98,7                    | 38  | 51  | 1,3  | 7  | 3 | 29  | 201 | 8  | 3  |
| 2022   | SF     | 11 | 10 | 207                     | 308                     | 67,2                    | 2 437                   | 7,9                     | 57                      | 16                      | 4                       | 103,0                   | 23  | 33  | 1,4  | 6  | 2 | 18  | 100 | 3  | 2  |
| 2023   | LV     | 7  | 6  | 110                     | 169                     | 65,1                    | 1 205                   | 7,1                     | 32                      | 7                       | 9                       | 77,7                    | 20  | 39  | 1,9  | 9  | 0 | 14  | 101 | 1  | 0  |
| 2024   | LAR    | 1  | 1  | 27                      | 41                      | 65,9                    | 344                     | 8,1                     | 50                      | 2                       | 1                       | 97,0                    | 2   | 5   | 2,5  | 5  | 0 | 3   | 15  | 0  | 0  |
| Totale | Totale | 82 | 64 | 1 304                   | 1 936                   | 67,4                    | 15 828                  | 8,2                     | 83                      | 96                      | 52                      | 97,6                    | 187 | 269 | 1,4  | 13 | 7 | 140 | 936 | 31 | 11 |

### Play-off
| 2014   | NE     | 1 | 0 | 0                       | 0                       | 0,0                     | 0                       | 0,0                     | 0                       | 0                       | 0,0                     | 0  | 0 | 0,0 | 0 | 0 | 0  | 0 | 0 |
| 2015   | NE     | 0 | 0 | Nessuna partita giocata | Nessuna partita giocata | Nessuna partita giocata | Nessuna partita giocata | Nessuna partita giocata | Nessuna partita giocata | Nessuna partita giocata | Nessuna partita giocata | -  | - | -   | - | - | -  | - | - |
| 2016   | NE     | 0 | 0 | Nessuna partita giocata | Nessuna partita giocata | Nessuna partita giocata | Nessuna partita giocata | Nessuna partita giocata | Nessuna partita giocata | Nessuna partita giocata | Nessuna partita giocata | -  | - | -   | - | - | -  | - | - |
| 2019   | SF     | 3 | 3 | 37                      | 58                      | 63,8                    | 427                     | 7,4                     | 2                       | 3                       | 75,9                    | 10 | 1 | 0,1 | 0 | 4 | 26 | 0 | 0 |
| 2021   | SF     | 3 | 3 | 43                      | 74                      | 58,1                    | 535                     | 7,2                     | 2                       | 3                       | 72,7                    | 2  | 5 | 2,5 | 0 | 4 | 25 | 0 | 0 |
| 2022   | SF     | 0 | 0 | Infortunato             | Infortunato             | Infortunato             | Infortunato             | Infortunato             | Infortunato             | Infortunato             | Infortunato             | -  | - | -   | - | - | -  | - | - |
| Totale | Totale | 7 | 6 | 80                      | 132                     | 60,6                    | 962                     | 7.3                     | 4                       | 6                       | 74,1                    | 12 | 6 | 0,5 | 0 | 8 | 51 | 0 | 0 |

Fonte: Football Database
In grassetto i record personali in carriera —      Vittoria nel Super Bowl
Statistiche aggiornate alla stagione 2023

## Palmarès

### Franchigia
- Super Bowl : 2

New England Patriots: XLIX, LI
- American Football Conference Championship: 2

New England Patriots: 2014, 2016
- National Football Conference Championship: 1

San Francisco 49ers: 2019

### Individuale
- Giocatore offensivo della NFC della settimana: 1

14ª del 2019
- Quarterback della settimana: 1

15ª del 2017

## Vita privata
Garoppolo è italo-americano: terzo figlio di Denise e Tony Garoppolo, che faceva l'elettricista, è nato e cresciuto nel sobborgo Arlington Heights di Chicago circordato dalla sua famiglia allargata con la nonna paterna Jane, chiamata Nana, che fu la prima generazione nata negli Stati Uniti d'America. I suoi bisnonni, Anthony e Rose Garoppolo, erano originari di Vasto in Abruzzo da dove poi immigrarono in America.